# Операция Лайнбейкър II
Операция Лайнбейкър II, известна също така като Коледно бомбардиране (18 – 29 декември 1972), е кампания на американските въздушни и военноморски сили за въздушно бомбардиране на Виетнам.
Проведена е през последния финален етап на войната срещу Виетнам. За разлика от други кампании тази е от типа „максимално усилие“ за „разрушаване на основни целеви комплекси в Ханой и Хайфон“. Това са най-масиранате бомбардировъчни удари на САЩ след Втората световна война.
Операция Лайнбейкър е продължение, модифицирана екстензия на операция Лайнбейкър, провеждана от май до октомври същата година. При нея са използвани тежки бомбардировачи, за разлика от предишната операция, при която са използвани леки бойни самолети.